# Musée Frédéric Chopin de Varsovie
Le Musée Frédéric Chopin de Varsovie est un musée de 1954, consacré au compositeur virtuose polonais Frédéric Chopin (1810-1849) du palais Ostrogski du XVIIe siècle du centre historique de Varsovie, en Pologne,.

## Histoire
La fondation de ce musée débute dans les années 1930 avec la constitution d'une importante collection de plus de 7 000 pièces de l'histoire du compositeur, manuscrits originaux, partitions, lettres, photographies, livres, instruments (dont son dernier piano Pleyel), enregistrements, sculptures, moulage de sa main gauche... Une partie de cette  collection est inscrite au registre de la Mémoire du monde de l'UNESCO depuis 1999.

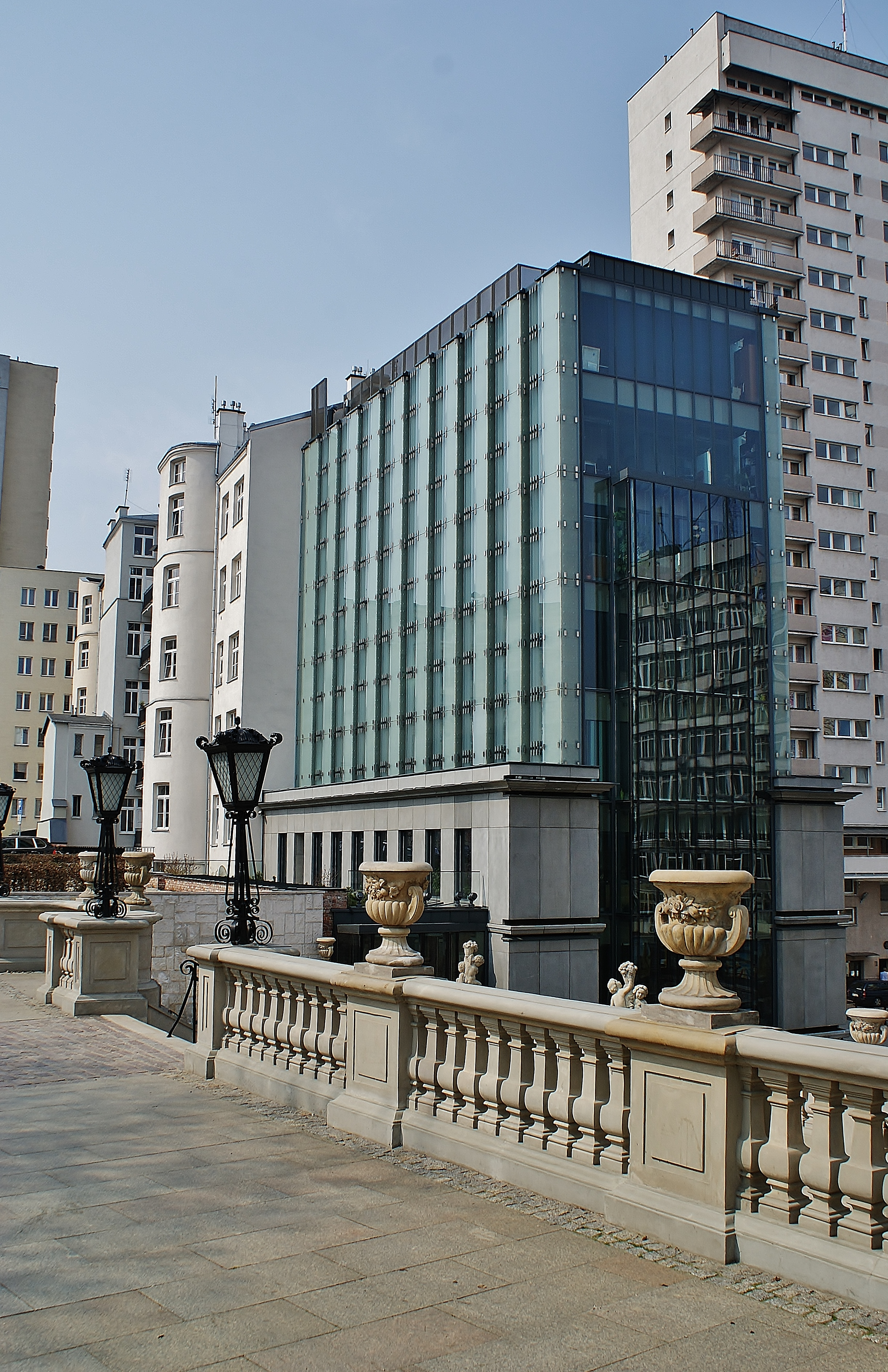
Institut Frédéric-Chopin (en).
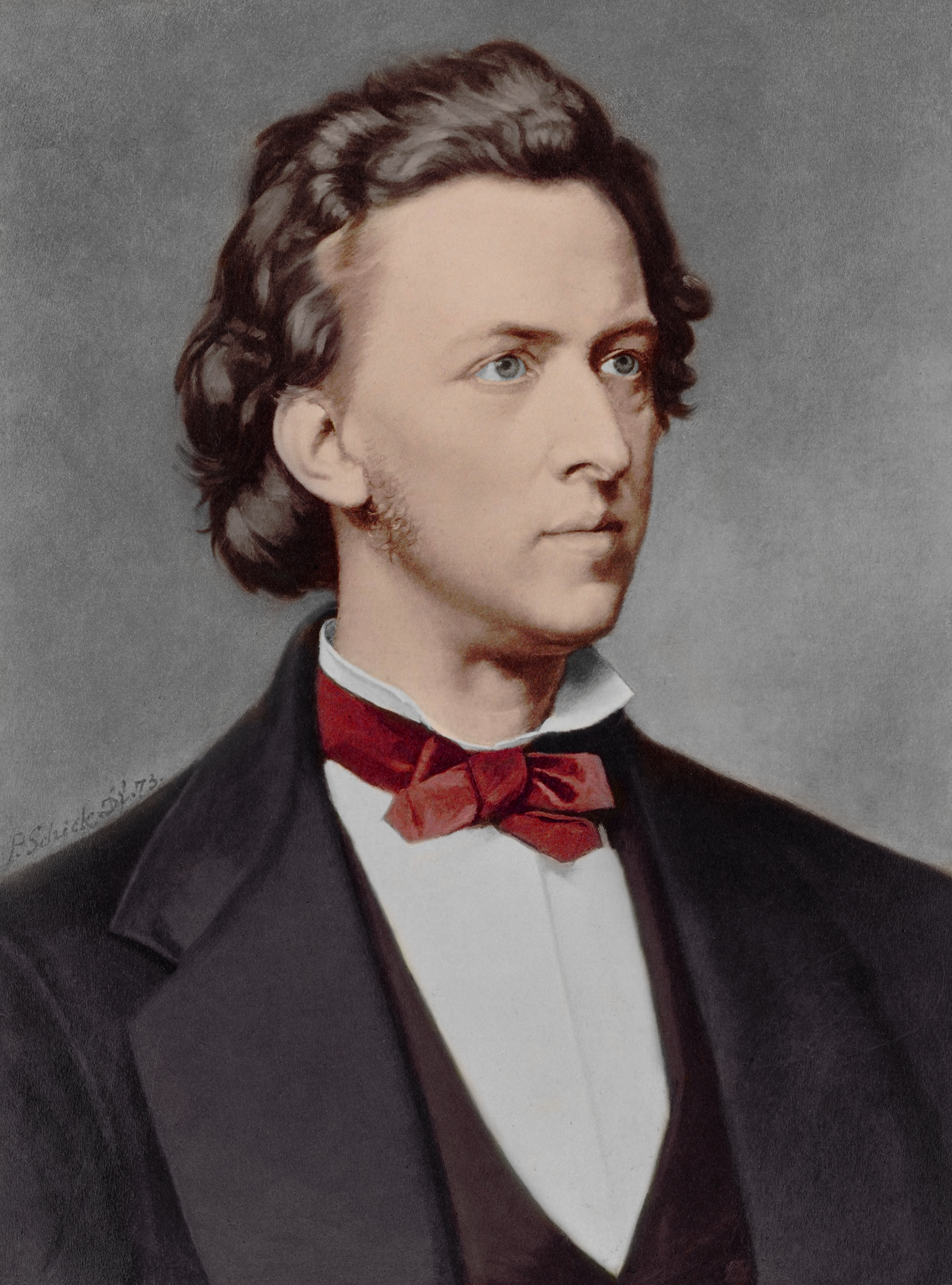
Frédéric Chopin.
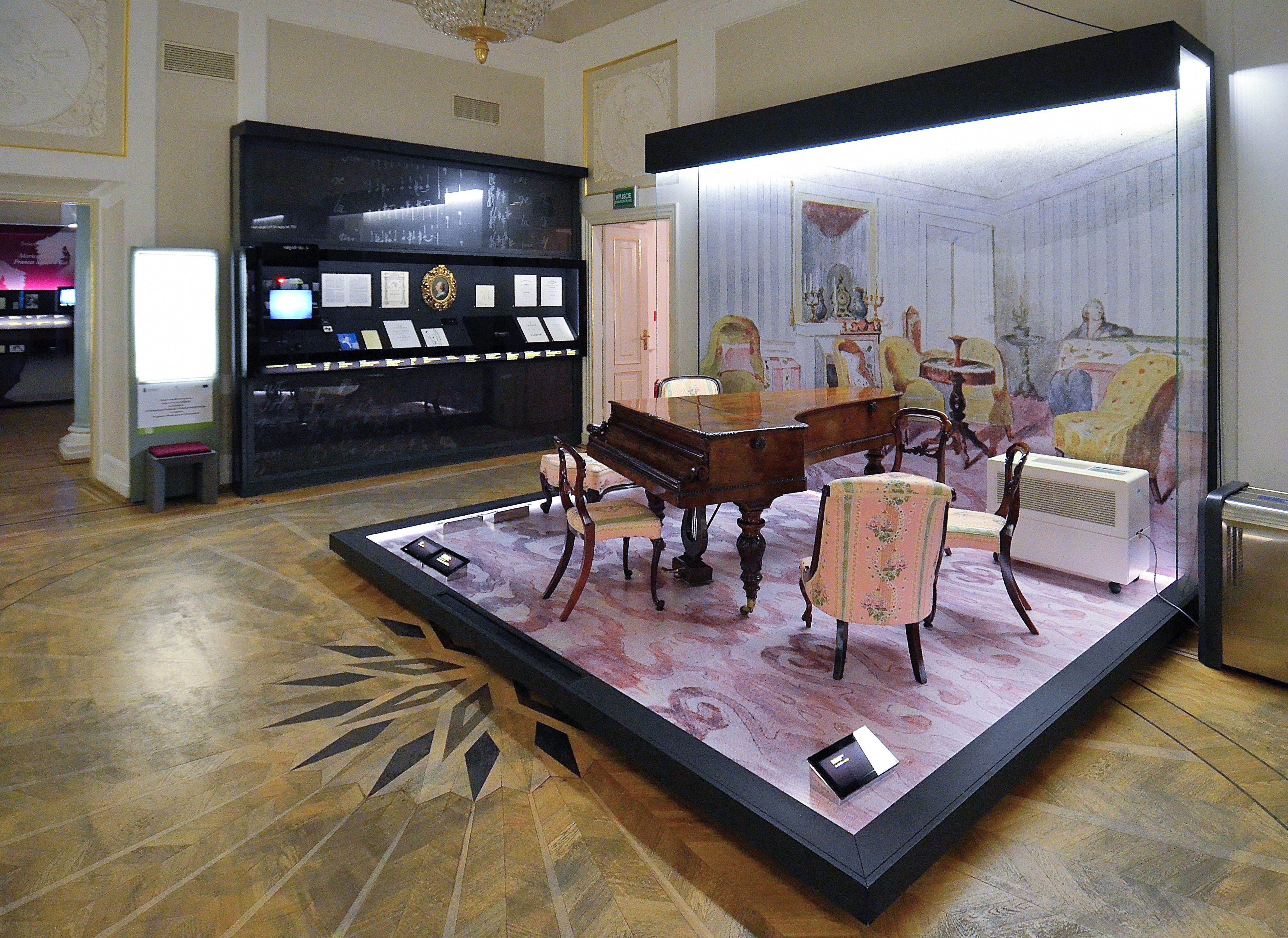
Piano Pleyel.

L'Institut Frédéric-Chopin (en) ouvre ses portes en 1945, rue Zgoda à Varsovie, puis dans le palais Ostrogski de Varsovie depuis 1953 (voisin de l'université de musique Frédéric-Chopin où le compositeur a été étudiant entre 1826 et 1829). 

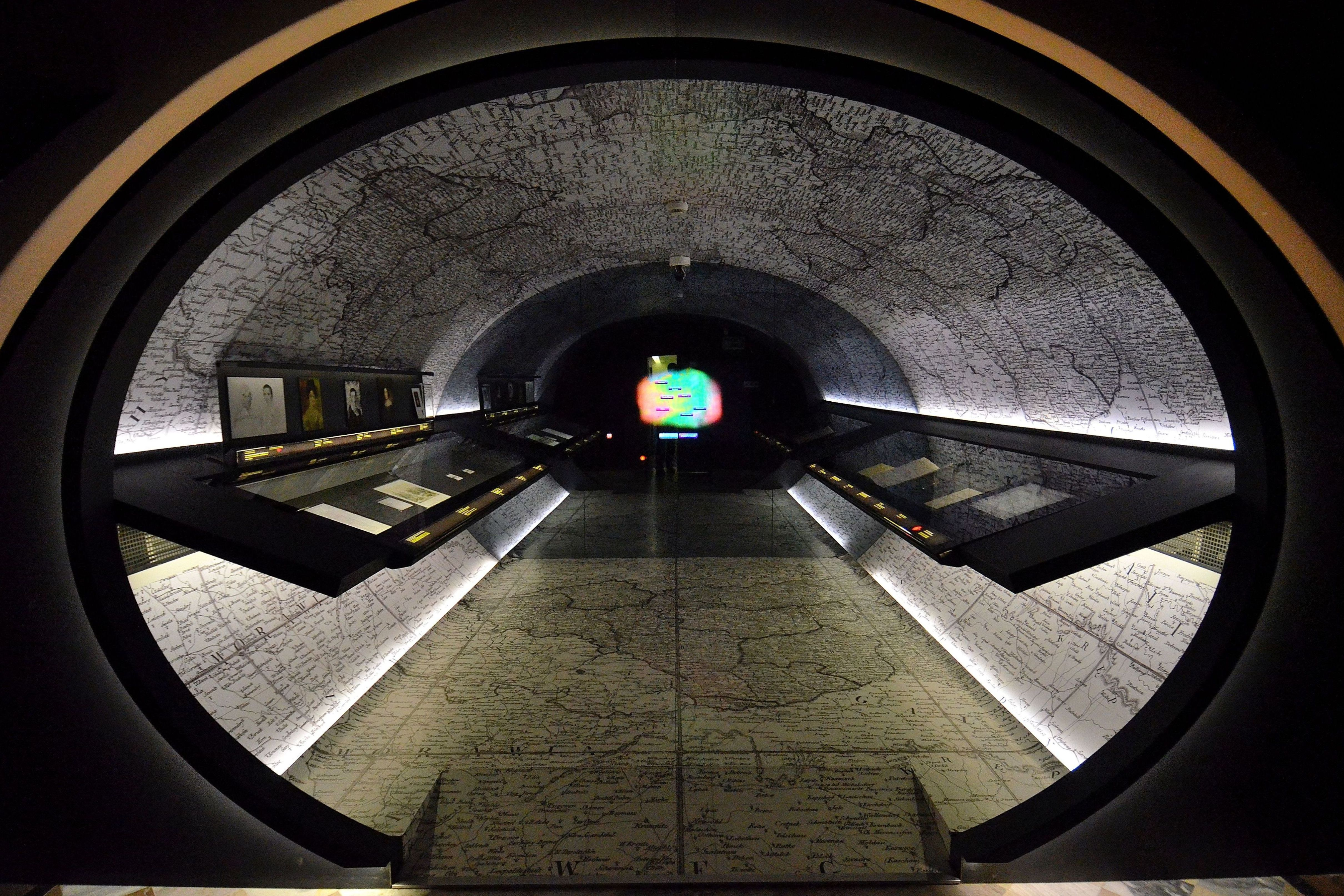
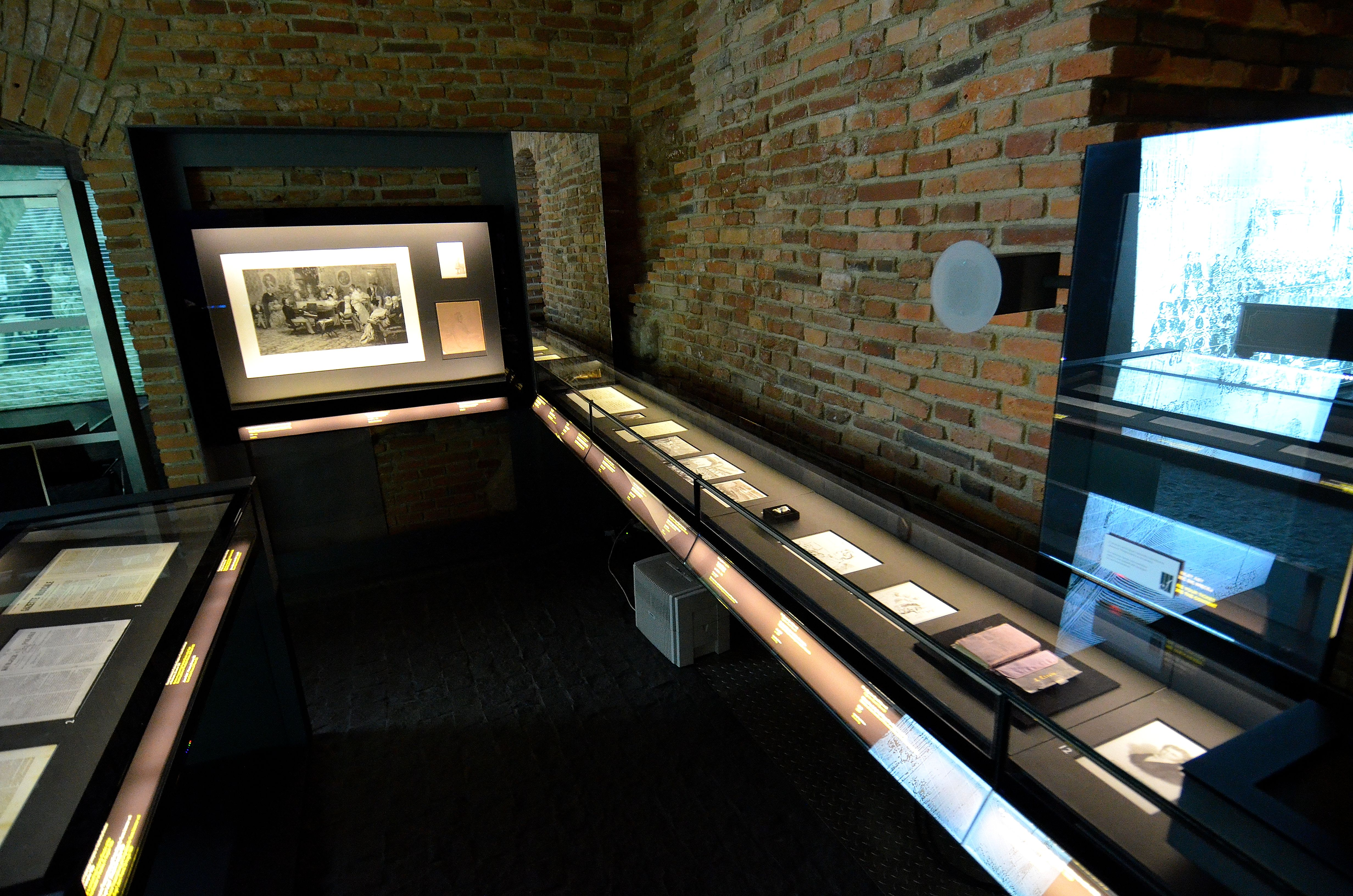

Le musée expose la vie et l'oeuvre de Frédéric Chopin dans 15 salles, sur cinq niveaux d'espaces scénographiques multimédia. Il présente ses adresses françaises à Paris et à Nohant-Vic, en lien avec ses correspondances féminines, dont George Sand et Angelica Catalani,.
Le musée gère également le musée-maison natale de Frédéric Chopin de Żelazowa Wola, à 45 km à l'ouest de Varsovie.